# Efva Attling

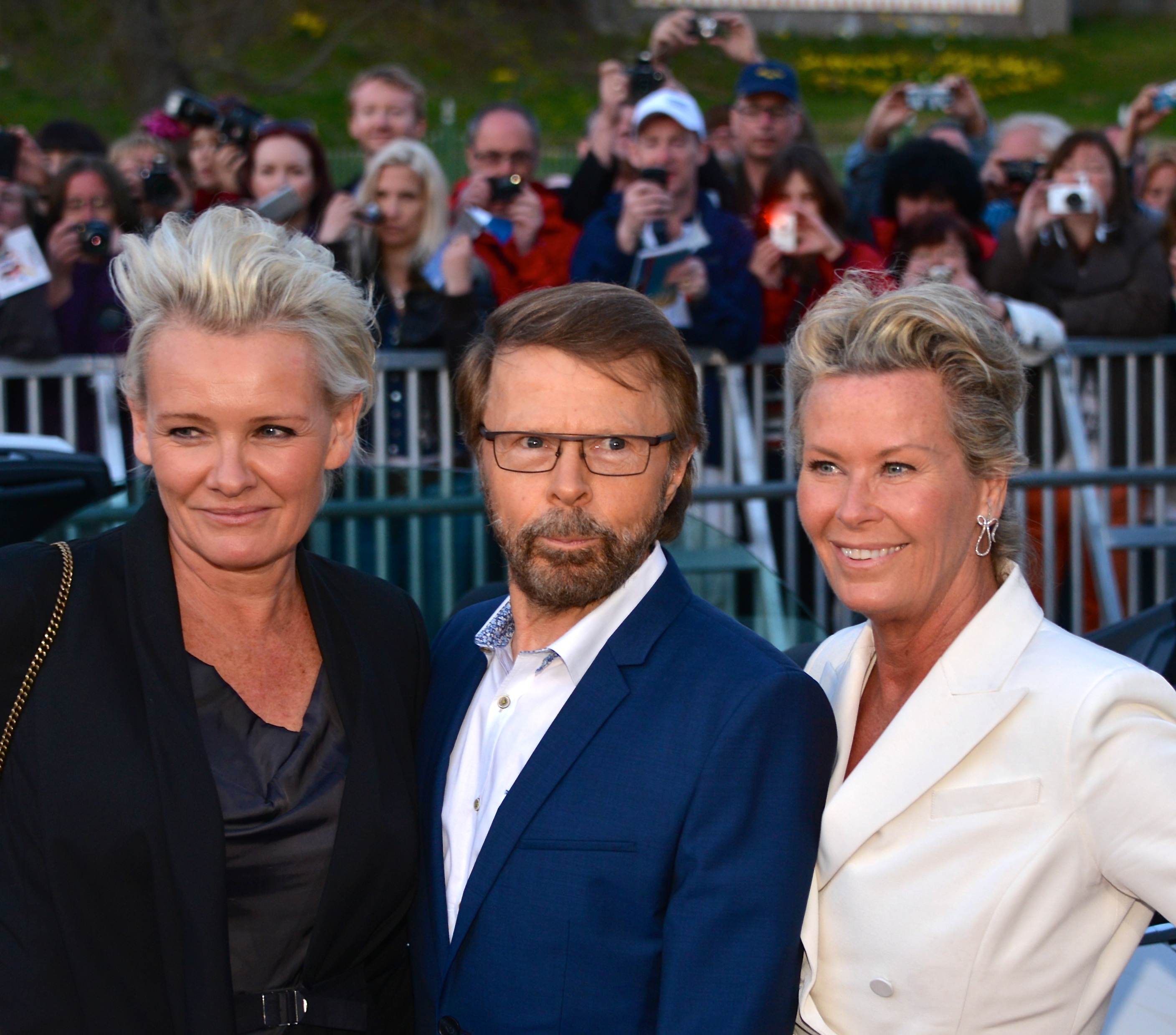
Eva Dahlgren, Björn Ulvaeus y Efva Attling en la inauguración del Museo Abba el 6 de mayo de 2013.

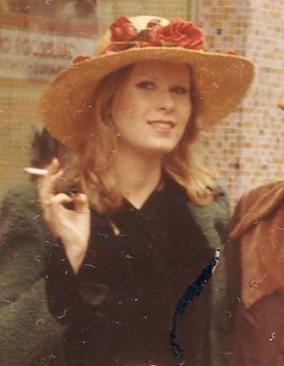
Efva Attling posando como modelo en King's Road, Londres, el 5 de junio de 1971.

Efva Katarina Attling (Estocolmo, 18 de febrero de 1952) es una actriz, modelo y diseñadora de joyas sueca. 

## Inicios
A principios de los años 1980, Attling pertenecía a la banda X Models y lanzó el sencillo Två av oss (en español Dos de nosotros). Trabajó como modelo profesional durante doce años tras ser descubierta por Eileen Ford. También se destacó por ser una de las mejores bailarinas profesionales de disco de Suecia.

## Diseños
Tras sus estudios de diseño y modelado, trabajó para Levi Strauss & Co. y H&M como platera y diseñadora de joyas, antes de lanzar su propia línea de joyería a mediados de los años 1990. Su colgante "Homo Sapiens" fue usado por Madonna en 1999 y Meryl Streep también es conocida por llevar sus joyas. Entre sus clientes se encuentran Madonna, Gail Elliot, Lisa Marie Presley, Jennifer Aniston y Kylie Minogue. Hay joyas en tiendas seleccionadas en Australia, Inglaterra, Finlandia, Japón, Noruega, Estados Unidos y Suecia. El volumen de negocios estimado de su empresa fue de 100 millones de coronas suecas en 2011.

## Vida personal
Attling estuvo casada de 1985 a 1995 con el cantante y escritor pop Niklas Strömstedt, con quien tiene dos hijos. Entró en una unión civil con la cantante pop sueca Eva Dahlgren en 1996. En 1996, se hizo pareja de hecho por lo civil con la cantante pop sueca Eva Dahlgren y posteriormente se casaron en 2009 cuando Suecia aprobó su ley de matrimonio neutral en cuanto al género. Ambas son activistas por los derechos de gays y lesbianas en Suecia.

## Reconocimientos
Attling recibió una medalla de la Real Sociedad Patriótica Sueca en abril de 2011 por distinguirse como diseñadora de joyas de renombre internacional.